# Rugby Club San Marino
Il Rugby Club San Marino è un club sammarinese di rugby a 7 e rugby a 15. Fondato nel 2004, il club è affiliato alla Federazione Sammarinese Rugby, alla Federazione Italiana Rugby e allo UISP e milita nel campionato OPES del CONI nel girone Romagna.
La sua sezione di rugby a 7 è composta da quattro squadre: Città, Serravalle, Faetano e Borgo-Acquaviva, che si sfidano annualmente dando vita al Campionato sammarinese di rugby a 7. Inoltre, il 25 e 26 maggio 2013, ha debuttato la neonata Nazionale di rugby a 7 sammarinese, formata da giocatori del Rugby Club San Marino, nella ventiseiesima edizione del torneo internazionale Benidorm Seven, nella omonima città spagnola.

## Storia
Il Rugby Club San Marino nasce il 4 ottobre 2004 grazie all'iniziativa dei fratelli Giacomo e Michele Rossi, appassionati di rugby, con la collaborazione con il professionista sammarinese Marino Albani. Carlo Zaccanti, l'allora presidente del Bologna, fu promotore della nascita del RCSM, che si iscrisse al campionato italiano di Serie C.
Nel giugno 2006 il RCSM fa la sua prima uscita ufficiale a San Lorenzo in Campo in provincia di Pesaro e Urbino, in un torneo a sei squadre, riuscendo a vincere all'esordio la partita contro il Montefeltro Rugby. Nell'estate 2007 il club si iscrive al campionato italiano di Serie C 2007-08, conclude la stagione regolare con 20 punti e 4 vittorie; la stagione successiva il RC San Marino termina il campionato con 26 punti e 6 vittorie, migliorando il risultato della stagione d'esordio. Nella stagione 2009-10 la squadra chiude il campionato Marche con un secondo posto in classifica, frutto di 13 vittorie su 16 partite disputate; dopo un sesto ed un settimo posto dal 2010 al 2012, nel 2012-13 si classifica al quinto posto.
Nel 2015 il club si fonde con il Rimini Rugby dando vita all'Unione Rugby Rimini-San Marino.

## Impianto sportivo
Dal 2008 il campo da gioco del Rugby Club San Marino è il Campo sportivo di Chiesanuova a Chiesanuova, costruito nel 1994, stadio della Società Sportiva Pennarossa e dove si disputano le partite del Campionato Dilettanti.